# Guido Milana
Guido Milana (Roma, 2 marzo 1954) è un politico italiano.

## Biografia
Originario del comune di Olevano Romano, dopo il diploma scientifico e un master in pianificazione urbanistica, a partire dal 1973 lavora come funzionario in Confcoltivatori. Dal 1978 al 1980 è vicepresidente dell'Associazione cooperative agricole del Lazio nell'ambito della Lega delle Cooperative; lavora poi all'Associazione nazionale delle cooperative dei consumatori (di cui è membro di presidenza dal 1983 al 1989) e nelle commissioni Commercio del Comune di Roma (1986-1995) e della Regione Lazio (1990-1999). Tra il 1989 ed il 2001 è presidente dell'Associazione regionale del Lazio delle cooperative dei consumatori. Dal 1994 al 1997 è presidente della casa Editrice "Zephiro" e della concessionaria di pubblicità "Vignale comunicazione".
Inizia la sua carriera politica come consigliere del XII Municipio di Roma (1989-1994); viene eletto in seguito per tre volte al Consiglio provinciale di Roma (1995-2005). Nel 1999 viene eletto sindaco di Olevano Romano, carica che ricopre fino al 2005, diventando anche membro del consiglio regionale dell'Associazione Nazionale dei Comuni Italiani. Dal 1995 al 1999 è anche presidente del consiglio regionale dell'Unione delle Province d'Italia.
Nel 2005 viene eletto consigliere regionale del Lazio; scelto come vicepresidente del Consiglio regionale del Lazio e dal 30 luglio 2007 diviene Presidente.
Dal 2005 al 2009 è vicepresidente del gruppo dell'Alleanza dei Democratici e dei Liberali per l'Europa al Comitato delle Regioni presso l'Unione europea, interessandosi delle commissioni Coesione territoriale (COTER), Politica economica e sociale (ECOS), Sviluppo sostenibile (DEVE) e Cultura, istruzione e ricerca (EDUC).
Alle elezioni europee del 2009 è stato eletto deputato al Parlamento europeo con il Partito Democratico, lascia pertanto la presidenza del Consiglio regionale del Lazio. È iscritto al gruppo ASDE, l'Alleanza Progressista dei Socialisti e dei Democratici. Nel Mandato parlamentare è membro della commissione trasporti e componente della delegazione per il Magreb. Il 20 luglio 2009 è stato eletto vicepresidente della commissione Pesca del Parlamento europeo. Dal 2009 al 2014 è membro della Assemblea dei parlamenti del Mediterraneo, ha contribuito alla stesura dei regolamenti comunitari per i finanziamenti all'agricoltura e alla pesca.
Ha sottoscritto il manifesto del Gruppo Spinelli. In data 30 novembre 2011 il Parlamento europeo ha approvato a larghissima maggioranza la sua dichiarazione numero 0047/2011 dal titolo: Dichiarazione scritta sulle risorse ittiche come bene comune.
Dal giugno 2014 a dicembre del 2017 è Consigliere del Ministro dell'agricoltura Maurizio Martina.
Dal settembre 2016 è di nuovo membro del Comitato delle Regioni. Dal 2021 è vice capo della delegazione italiana.

## Opere
- Tabacco: Mercato Strutture e Premi nella programmazione comunitaria (1981)

- Settore vitivinicolo: Proposte di sviluppo programmato (1982)

- Distribuzione dei prodotti ortofrutticoli in Europa (1983)

- Parliamone (2004)

- L'Europa che ci crede (2009)

- Diversamente Europa (2013)

- Mare Superum (2014)